# Richtschwert

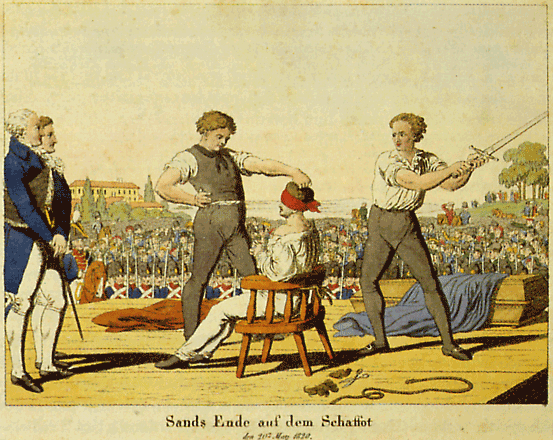
Enthauptung von Karl Ludwig Sand auf dem Richtstuhl durch den Mannheimer Scharfrichter Frank-Wilhelm Widtmann am 20. Mai 1820

Als Richtschwert (auch: Scharfrichterschwert) wird ein zweihändig geführtes Schwert bezeichnet, das im Mittelalter und bis in die Neuzeit zur Enthauptung von Verurteilten verwendet wurde.

## Beschreibung
Ein Richtschwert durfte nur für Exekutionen, nie jedoch in einem „ehrlichen“ Kampf benutzt werden. Dem spezifischen Zweck wurde unter anderem bei der Formgebung der Klinge Rechnung getragen; ein typisches Merkmal von Richtschwertern waren nämlich die meist sehr breiten, flachen und klobigen Klingen mit abgerundeter Spitze. Damit wäre ein Richtschwert zum Durchstoßen von Rüstungen und kriegerischen Fechten nicht geeignet gewesen. Bei manchen erhaltenen Richtschwertern ist das Ende der Klinge zusätzlich mit drei runden Löchern perforiert, die ein nachträgliches Anspitzen verhindern sollten. Im Gegensatz zum Bidenhänderschwert war die Klinge indes nur so lang wie bei einem einfachen Schwert (ca. 80 bis 90 cm).
Der Schwerpunkt von Richtschwertern lag viel weiter vorn als bei Kampfschwertern, was aus physikalischen Gründen ein größeres Drehmoment und damit eine höhere Schlagkraft ermöglichte.

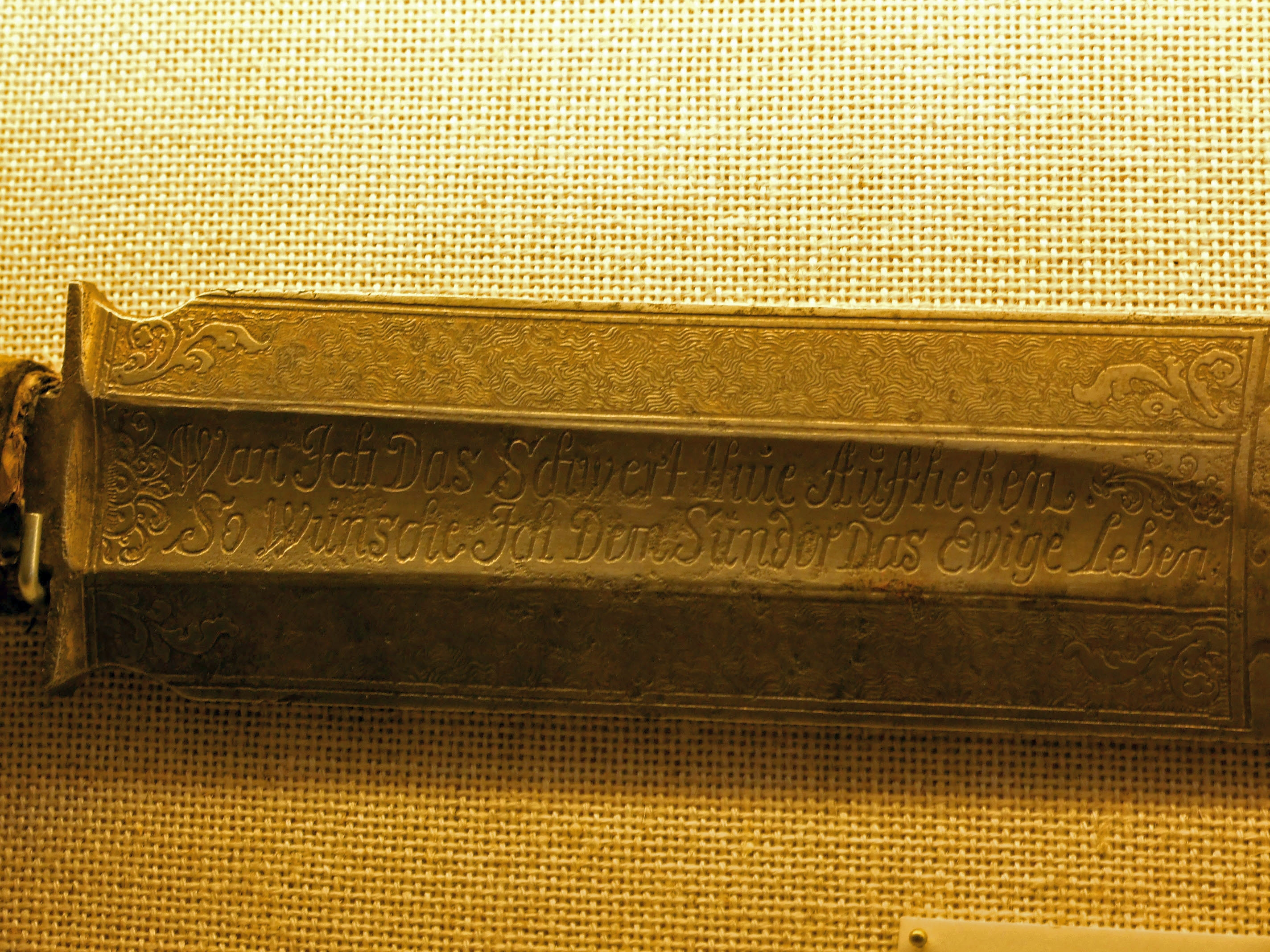
Sinnspruch auf dem Schwert des Frankfurter Scharfrichters (1484–1537) im Heimatmuseum Bergen-Enkheim. Wan Ich Das Schwert thue Auffheben – So Wünsche Ich Dem Sünder Das Ewige Leben

Eine Besonderheit der Richtschwerter waren Bild- und Spruchgravuren (Sinnspruch) auf deren Klingen. Häufig benutzte Zeichen waren Rad, Galgen, der Tod Christi, die Muttergottes, die heilige Katharina oder Justitia.

## Hinrichtung
Die Hinrichtung mit dem Richtschwert galt im Gegensatz zum Erhängen als ehrenwert und schadete insofern auch der Familie des Delinquenten nicht.
Zur Hinrichtung kniete der Todeskandidat entweder oder saß aufrecht auf einem speziellen Richtstuhl mit Armlehnen, niedriger Rückenlehne und oft angebrachten Gurten zur Fixierung (der Begriff „Richtstuhl“ ist insofern doppeldeutig, als er gelegentlich auch synonym zum „Richterstuhl“ verwendet wird). Der Scharfrichter trennte ihm dann mit einem waagerechten Schwerthieb von hinten den Kopf vom Rumpf, wobei es als Beweis seines Könnens galt, wenn er dies „glatt“ mit einem einzigen Streich schaffte.

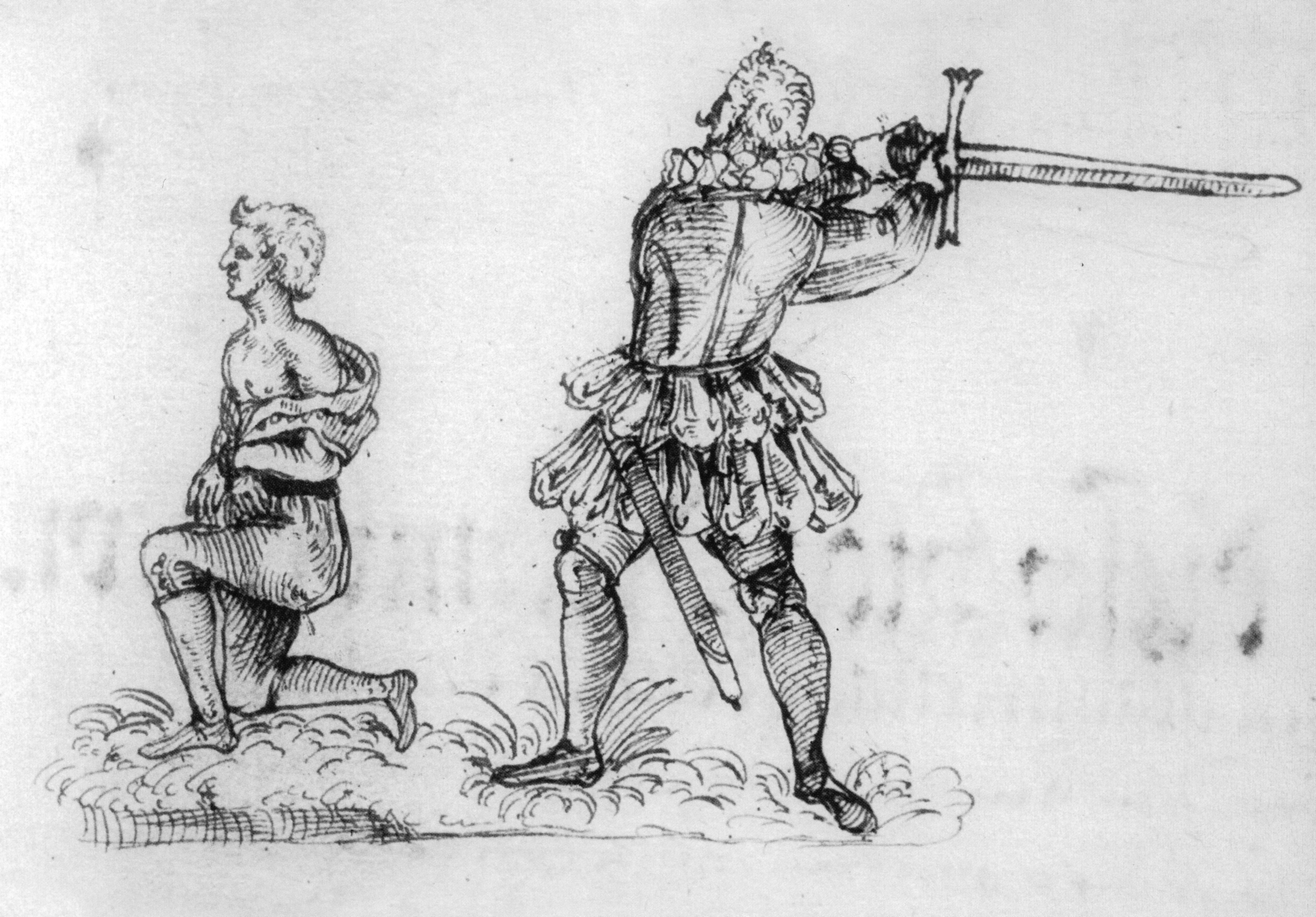
Hinrichtung von Franz Fröschel in kniender Haltung durch Franz Schmidt

Wer Scharfrichter werden wollte, musste zunächst beweisen, dass er Tiere gezielt enthaupten konnte. Anschließend ging er in die Lehre. Um die Hinrichtungen mit dem Schwert rankten sich viele Geschichten. So wird von Franz Schmidt alias „Meister Frantz“ berichtet, dass er im Jahr 1601 am Weinmarkt in Nürnberg zwei knienden Delinquenten mit einer einzigen Drehbewegung die Köpfe abschlug. 1789 schaffte der „Nachrichter Polster“ in Borna sogar drei mit einem Streich. Polster, so die Legende, wischte das Blut vom Schwert an seiner Schürze ab und richtete folgende Worte an die sprachlose Menge:
 „ich wünsche, daß ein jeder also lebe / Damit er nicht an diesem kalten Eisen klebe.“
 In der ersten Hälfte des 17. Jahrhunderts soll der Dresdner Scharfrichter Melchior Wahl dem Exekutierten den Kopf wieder aufgesetzt und den Leichnam über 30 Äcker geschleppt haben. Kurfürst Johann Georg gab ihm dafür den Adelstitel Melichor Wahl von Dreißigacker. Wer 100 Köpfe abgeschlagen habe, so eine weitere Legende aus dem 17. Jahrhundert, bekam die Doktorwürde.

## Verwendung in der Neuzeit
Richtschwerter wurden auch in der Neuzeit als Richtwerkzeug genutzt, zum Teil auch bis heute. Bei einer der letzten Hinrichtungen mit dem Richtschwert in Europa wurde 1868 in der Schweiz Héli Freymond enthauptet. Im außereuropäischen Raum wurde der Mörder des deutschen Diplomaten Clemens von Ketteler in China im Jahre 1900 mit dem Schwert hingerichtet. Bis in die heutige Zeit werden Hinrichtungen mit dem Schwert in Saudi-Arabien durchgeführt.

## Besondere Richtschwerter

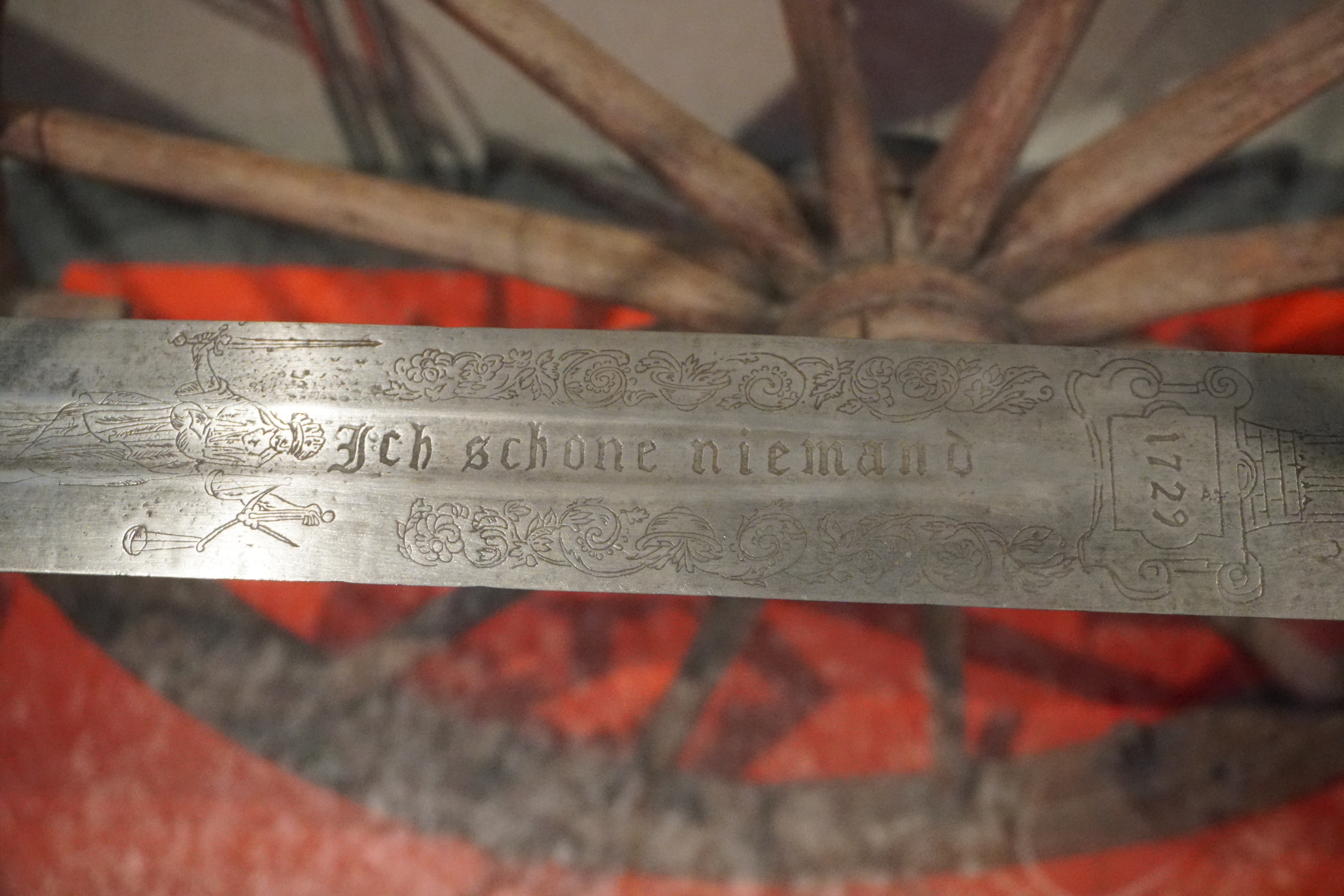
Inschrift auf dem Schwert des Lübecker Scharfrichters Martin Witte. Ich schone niemand

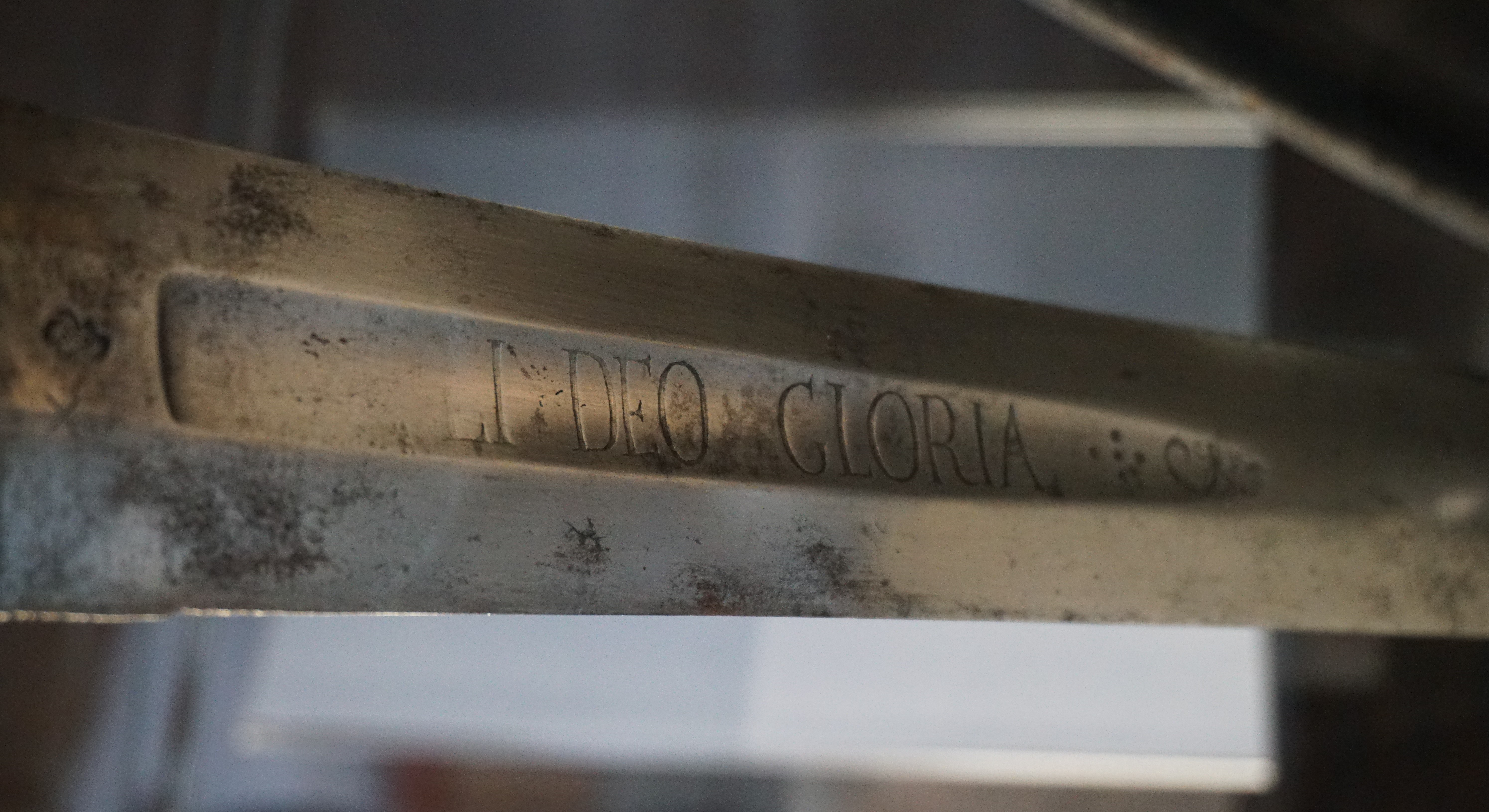
Richtschwert mit Inschrift SOLI DEO GLORIA des Scharfrichters Georg Gebhart

- Mit dem Katte-Richtschwert wurde 1730 Hans Hermann von Katte enthauptet, ein Vertrauter des jungen Friedrich II. von Preußen.
- Das Karlsruher Richtschwert[5] des Tübinger Scharfrichters Georg Friedrich Belthle ist heute im Karlsruher Stadtmuseum im Prinz-Max-Palais ausgestellt.[6][7]
- Das Richtschwert von Dresden diente der Hinrichtung des sächsischen Kanzlers Nikolaus Krell am 9. Oktober 1601 auf dem Dresdner Neumarkt.[8]